# Constantin Gastmann
Constantin Gastmann (Monaco di Baviera, 18 gennaio 1990) è un attore tedesco.

## Biografia
Gastmann è nato il 18 gennaio 1990 a Monaco di Baviera, figlio di Judith Rossek-Gastmann.
Ha lavorato come attore in produzioni teatrali e cinematografiche dal 1993 al 2012. Nel 2003 ha vinto l'elefante bianco per la sua interpretazione di Martin Taschenbier nel film Sams in Gefahr.
Dopo il 2012, Gastmann si è ritirato dalla recitazione.

## Filmografia

### Cinema
- Drachenträume, regia di Ariane Homayounfar - cortometraggio (1997)
- David, regia di Carsten Maaz - cortometraggio (2000)
- Cuba, regia di Maurus vom Scheidt - cortometraggio (2002)
- Das fliegende Klassenzimmer, regia di Tomy Wigand (2003)
- La tribù del pallone - Sfida agli invincibili (Die Wilden Kerle: Alles ist gut, solange du wild bist!), regia di Joachim Masannek (2003)
- Sams in Gefahr, regia di Ben Verbong (2003)
- La tribù del pallone - Tutti per uno (Die Wilden Kerle 3), regia di Joachim Masannek (2006)

### Televisione
- Tatort – serie TV, 2 episodi (1999-2011)
- Die Fallers - Eine Schwarzwaldfamilie – serie TV (2004)
- Vater wider Willen – serie TV, 13 episodi (2001-2002)
- Schneemann sucht Schneefrau, regia di Marco Serafini – film TV (2002)
- Bei aller Liebe – serie TV, 2 episodi (2003)
- La casa del guardaboschi (Forsthaus Falkenau) – serie TV, 5 episodi (2003-2005)
- Schulmädchen – serie TV, 6 episodi (2004-2005)
- Spezialauftrag: Kindermädchen, regia di Sibylle Tafel – film TV (2006)
- Disneys kurze Pause – serie TV (2006)
- Inga Lindström – serie TV, 2 episodi (2006-2010)
- Die Rosenheim-Cops – serie TV, 1 episodio (2007)
- Pastewka – serie TV, 2 episodi (2007)
- SOKO München – serie TV, 2 episodi (2007-2008)
- Der Bergdoktor – serie TV, 2 episodi (2012)

## Teatro
- 2001: Hekabe - (Münchner Kammerspiele)
- 2003: Schlachten - (Münchner Kammerspiele)
- 2005: Sallinger - (Münchner Kammerspiele)
- 2006-09: Androklus und der Löwe - (Münchner Kammerspiele)

## Riconoscimenti
- 2003 – Kinder-Medien-Preise[2]
  - Der weiße Elefant per Sams in Gefahr